# Gray Davis
Gray Davis (eredeti nevén Joseph Graham Davis) (Bronx, 1942. december 26. –) amerikai politikus, Kalifornia állam 37. kormányzója.

## Élete
Davis New Yorkban, a Bronx kerületben született. Cum laude minősítéssel végzett a Stanford Egyetemen, majd a Columbia Egyetem jogi karán szerzett diplomát. Századosi rangban szolgált a hadseregben, a vietnámi háborúban is harcolt. 1975-től 1981-ig Edmund Brown kaliforniai kormányzó stábfőnöke volt. 1983-tól 1986-ig a kaliforniai törvényhozásban képviselte Los Angeles megyét. 1987-től 1995-ig Kalifornia pénzügyminisztere volt. 1995-től 1999-ig kormányzóhelyettesként szolgált, majd megválasztották az állam kormányzójává. 2002-ben újraválasztották, de 2003-ban visszahívási kampány indult ellene, és novemberben népszavazás útján leváltották. Utódja Arnold Schwarzenegger lett.